# Anna Iwanowna Petrowa
Anna Iwanowna Petrowa (russisch Анна Ивановна Петрова, ukrainisch Анна Іванівна Петрова; * 15. September 1962 in Simferopol) ist eine sowjetisch-ukrainische Wandmalerin und Restauratorin.

## Leben
Petrowas Eltern waren die Bildhauerin Nina Petrowna Petrowa (1926–1995) und der Schlachtenmaler Iwan Semjonowitsch Petrow (1924–1990). Sie studierte 1978–1984 an der Samokysch-Kunstschule der Krim in Simferopol und 1984–1990 am Leningrader Repin-Institut für Malerei, Bildhauerei und Architektur (LISchSA) (bis 1918 Kaiserliche Akademie der Künste, dann WChUTEMAS, WChUTEIN) im Atelier für Wandmalerei bei Andrei Andrejewitsch Mylnikow. 1988 kopierte sie Fresken im Luschezki-Kloster in Moschaisk.
Petrowa erstellte in Simferopol 1990 das monumentale Objekt Wintergarten für die Jugendmusikschule. Sie schuf Mosaike und Wandgemälde, darunter das Abendmahl Jesu, in der Wladimirkathedrale in Chersones (2001–2004). Es folgten das Mosaik Juri Dolgoruki in Moskau in römisch-florentinischer Art im Moskau-Haus in Sewastopol und das Mosaik Krim im Restaurant Jelena im Schwalbennest bei Jalta. 2006 malte sie das Baptisterium der Kirche der Feodorowskaja-Ikone der Gottesmutter  in Bachtschissarai aus. In Gursuf schuf sie das Relief Gursuf im Festsaal des Standesamts, ein Deckengemälde im Haus Pjotr Ionowitsch Gubonins (jetzt Sanatorium Gursuf) und Porträts der Gründer des Kurorts Gursuf Michail Semjonowitsch Woronzow und Armand Emmanuel du Plessis, duc de Richelieu (2007–2008). Sie restaurierte im Kunstmuseum Simferopol Hendrick de Clercks Gemälde Venus in der Schmiede des Vulkan aus dem Aachener Suermondt-Ludwig-Museum und ein monumentales Werk aus dem Woronzow-Palast in Alupka sowie die Büste Admiral Nachimows des Bildhauers Nikolai Wassiljewitsch Tomski (2012–2013).
Petrowa war vertreten auf den Ausstellungen Krim-Grafik in Simferopol 1986, Soviet Art from the Academy: Drawings and paintings by the outstanding young artists from the I. E. Repin Institute, Leningrad, the historic art academy of the Soviet Union in New York City 1988, in der Galerie Mostre Sigismondo in Rimini, in der Galerie Pictor und der Galerie H. G. Lautner in Mainz, in den Galerien Graf und Calumet in Heidelberg, auf den Ausstellungen Kleine Bilder – ganz groß in Heidelberg 1996, Hexen der Galerie AdA in Meiningen, Kunst der Halbinsel Krim in der Kunststation Kleinsassen im Landkreis Fulda 2003, deren Stipendiatin sie 2001 und 2003 gewesen war, Konst runt in Nybro 2016 und 1200 – talets rum in Stockholm 2017. Einzelausstellungen Petrowas fanden im Museum des Rajons Podil in Kiew (2000), in der Hay Hill Gallery in London (2003), in der Kunststation Kleinsassen (2008) und in der Galerie Ujpest in Budapest (2012) statt.